# Jean-Paul Émin
Jean-Paul Emin (Oyonnax, 17 de junio de 1939 - Oyonnax, 5 de junio de 2024) fue un destacado político francés del departamento de Ain y de la ciudad de Oyonnax. Emin tuvo una prolífica carrera política que abarcó varias décadas y diferentes cargos públicos, siempre destacándose por su dedicación al servicio público y a su comunidad.

## Carrera Política
Jean-Paul Emin inició su carrera política en 1982 como consejero general, permaneciendo en la asamblea departamental hasta 2001. Durante este período, presidió el OPAC de Ain, contribuyendo significativamente al desarrollo de la vivienda social en la región.

## Senado de Francia
Hombre de derecha, inicialmente afiliado a la Unión para la Democracia Francesa (UDF) y posteriormente a la Unión por un Movimiento Popular (UMP), Emin fue elegido senador el 24 de septiembre de 1989 y reelegido el 27 de septiembre de 1998. Su mandato en el Senado concluyó el 30 de septiembre de 2008. En su tiempo en el Palacio de Luxemburgo, fue secretario de la comisión de asuntos económicos y miembro de la comisión de asuntos culturales, desempeñando un papel clave en la formulación de políticas en estos sectores.

## Administración Local
En las elecciones municipales de 1983, se presentó junto a Lucien Guichon en Oyonnax, donde ejerció como teniente de alcalde encargado de las finanzas durante tres mandatos consecutivos, hasta 2001. Además, presidió el distrito de Oyonnax desde 1983 hasta 2001, siendo un precursor del actual área urbana de la región.

## Legado Familiar
Jean-Paul Emin era hijo de Léon Emin, quien fue alcalde de Oyonnax de 1959 a 1977. Su legado y compromiso con el servicio público han dejado una huella imborrable en la comunidad de Ain y Oyonnax.

## Fallecimiento
Jean-Paul Emin falleció el 5 de junio de 2024, pocos días antes de celebrar su 85 cumpleaños. Su pérdida ha sido sentida profundamente por todos aquellos que conocieron su trabajo y dedicación al bienestar de su comunidad.